# 7+3 (chimiothérapie)
7+3, dans le contexte de la chimiothérapie anticancéreuse, est un acronyme utilisé pour désigner un protocole de première ligne pour traiter la plupart des leucémies aiguës myéloïdes (LAM). L'acronyme résume les durées de traitement des 2 médicaments utilisés. Le premier médicament, la cytarabine est administrée pendant 7 jours ; le deuxième est une anthracycline administrée pendant les trois premiers jours.

## Protocoles
Les protocoles de chimiothérapie associe le plus souvent plusieurs molécules au mécanismes d'action différents («polychimiothérapie»). La cytarabine est un antimétabolite interférant avec la synthèse d'ADN. Les anthracyclines utilisées (idarubicine ou daunorubicine) sont des intercalants de l'ADN, inhibant les enzymes et provoquant des cassures des brins.
Les doses sont données à titre indicatifs et peuvent faire l'objet d'adaptations.

Structure chimique des molécules
Daunorubicine
Idarubicine
Cytarabine

### IDAC
| Molécule    | Dose          | Administration                   | Durée       |
| ----------- | ------------- | -------------------------------- | ----------- |
| Cytarabine  | 100–200 mg/m2 | Perfusions intraveineuse sur 24h | Jours 1 à 7 |
| Idarubicine | 9–12 mg/m2    | Perfusion intraveineuse          | Jours 1 à 3 |

### DA
| Molécule      | Dose          | Administration                   | Durée       |
| ------------- | ------------- | -------------------------------- | ----------- |
| Cytarabine    | 100–200 mg/m2 | Perfusions intraveineuse sur 24h | Jours 1 à 7 |
| Daunorubicine | 60–90 mg/m2   | Perfusion intraveineuse          | Jours 1 à 3 |

## Indication, prescription
Ce protocole de chimiothérapie est couramment utilisé en traitement d'induction des LAM, c'est-à-dire en première ligne afin à d'obtenir une rémission des signes cliniques
,,. 
Les traitements ultérieurs dépendent de la réponse au traitement, de la constitution du patient et des caractéristiques de la leucémie (critères hématologiques, mutations identifiées). Même si le 7+3 est un standard de traitement, des essais cliniques sont toujours menés pour étudier les différentes doses.
Ce protocole n'est pas indiqué pour traiter la leucémie aiguë promyélocytaire (ancienne LAM3), qui bénéficie de traitements ciblés.
L'adaptation des doses est fonction des comorbidités du patient (insuffisance rénale, fonction cardiaque).
En 2019, ces médicaments sont disponibles sous forme de génériques en France à l'exception de la daunorubicine. Les noms commerciaux sont Aracytine, Cerubidine et Zavedos respectivement pour la cytarabine, la daunorubicine et l'idarubicine. Une nouvelle forme associant la cytarabine et la daunorubicine sous forme liposomale (Vyxeos) a obtenu son AMM européenne en 2018 ; cette modification de la galénique permet de prolonger la demi-vie des molécules et augmenter l'exposition au médicament. Ces produits étant cancérigènes, ils sont préparés par les pharmacies hospitalières, et manipulés en conditions protectrices (hotte, isolateurs).

## Effets indésirables
Les effets indésirables habituels sont : nausées et vomissements, cytopénies. 
Les anthraclyclines possèdent une toxicité cardiaque cumulative.

### Nausées et vomissements
La daunorubicine est classée "modérément" émétisante : un traitement préventif et/ou curatif des nausées et vomissements induits est classiquement prescrit. Une association de sétron (antagoniste des récepteurs 5-HT3) et de corticoïdes est recommandée (par ex. : ondansétron + dexaméthasone).

### Cytopénies
Les cytopénies sont une diminution des cellules sanguines : globules blancs, globules rouges et plaquettes. Les molécules utilisées ont une toxicité sur la moelle osseuse affectant à la fois les cellules leucémiques et les cellules normales : d'où la toxicité hématologique. L'altération de chaque lignée sanguine entraîne des effets indésirables spécifiques.  
| Effets indésirables hématologiques |               |                                      |                                                       |
| Lignée                             | Terme médical | Effet                                | Traitement possibles                                  |
| Globules blancs                    | Neutropénie   | Risque d'infections                  | Antibiotique, facteurs de croissance hématopoïétiques |
| Globules rouges                    | Anémie        | Fatigue, manque d'oxygène (ischémie) | Transfusion                                           |
| Plaquettes                         | Thrombopénie  | Saignements                          | Transfusion                                           |

#### Liens grand public
- (fr) cancer.ca
- (fr) arcagy.org
- (fr) Orphanet
- (en) cancer.org

#### Liens techniques
- (fr) Haute Autorité de Santé
- (fr + en) Aide-mémoire d'hématologie
- (fr) RCP de la cytarabine
- (fr) RCP de la Cerubidine (daunorubicine)
- (fr) RCP de l'idarubicine
- (fr) RCP du Vyxeos